# Растов Микола Васильович
Микола Васильович Растов (рос. Растов Николай Васильевич; 1845—1913) — юрист, депутат Державної думи IV скликання від Рязанської губернії.

## Біографія
Походив із дворян Рязанської губернії. Випускник Рязанської гімназії. У 1868 році закінчив юридичний факультет Московського університету. Закінчивши університет, вступив кандидатом на судові посади в Рязанський окружний суд. У 1870 році був призначений судовим слідчим у Сапожковському повіті, пробувши на цій посаді 11 років. У 1881 році призначений членом Рязанського окружного суду. У 1905 році отримав чин дійсного статського радника. У 1911 році пішов у відставку з річною пенсією в 2100 рублів. Із 1911 присяжний повірений округу Московської судової палати. У 1905 році вступив до лав Конституційно-демократичної партії. Із 1910 гласний Рязанської міської думи.
Брав участь у виборах до Державної Думи II і III скликань, але двічі не набрав необхідного числа голосів.
21 жовтня 1912 обраний до Державної думи IV скликання від Другого з'їзду міських виборців Рязанської губернії. Увійшов до складу Конституційно-демократичної фракції. Член Комісії з питань місцевого самоврядування.
22 січня 1913 року раптово помер прямо під час засідання кадетської фракції. На місце Растова 25 червня 1913 року на додаткових виборах від 2-го з'їзду міських виборців обраний земець А. В. Іванов.

## Родина
- Дружина — Марія Яківна Растова (Осипова) (25 березень 1854, Клин — грудень 1918)[2]
  - Донька — Олена Миколаївна Карандєєва (Растова) (14 квітня 1876 —?)[3], її син Костянтин Борисович Карандєєв, фізик, член-кореспондент АН СРСР.
  - Син — Олександр Миколайович Растов (23 червня 1877-1 травня 1950)[4]
  - Дочка — Зінаїда Миколаївна Юр'єва (Растова) (16 грудня 1885 — ?)[5]
  - Син — Ардаліон Миколайович Растов (4 липня 1889 — після 1925)[6], його син Ардаліон Ардаліонович Растов, інженер-конструктор.
  - Син — Борис Миколайович Растів (13 лютого 1893—після 1924)[7]

### Рекомендовані видання
- Рязанская энциклопедия. — Рязань, 2002. — Том 3.

### Архіви
- Российский государственный исторический архив. — Ф. 1278. — Оп. 9. — Д. 657.